# Ретинальна клітина
Ретинальні клітини — група витягнутих нервових рецепторних клітин, що входять до складу складного ока членистоногих: кожна ретинальна клітина якого йде до нервового волокна, яке переходить до зорового ганглія, тобто ретинальні клітини — це скупчення пігментовмісних фоточутливих клітин у кожному оматидії складного ока членистоногих.